# 158ª Brigata meccanizzata
La 158ª Brigata meccanizzata autonoma (in ucraino 158-ма окрема механізована бригада?, 158-ma okrema mechanizovana bryhada, unità militare A5002) è un'unità di fanteria meccanizzata delle Forze terrestri ucraine, subordinata al Comando operativo "Nord" e con base a Černihiv.

## Storia
La brigata è stata costituita il 2 febbraio 2024, e la formazione è iniziata durante la primavera in seguito alla nuova legge sulla mobilitazione che ha abbassato l'età minima per la coscrizione da 27 a 25 anni, per contribuire alla difesa contro una potenziale offensiva estiva russa. Il nucleo della brigata è costituito da veterani della guerra del Donbass provenienti dalla 72ª Brigata meccanizzata e dalla 128ª Brigata d'assalto da montagna. A causa della mancanza di sufficienti veicoli corazzati, le nuove 5 brigate (155ª, 156ª, 157ª, 158ª e 159ª) sono state inizialmente costituite come unità di fanteria invece che meccanizzate. A metà novembre tuttavia, facendo seguito alle altre quattro brigate della serie, è riorganizzata come unità meccanizzata. La brigata è stata addestrata in Polonia, dall'11ª Divisione di cavalleria corazzata, durante l'autunno.

## Struttura
- Comando di brigata[9]
- 1º Battaglione meccanizzato
- 2º Battaglione meccanizzato
- 3º Battaglione meccanizzato
- Battaglione fanteria motorizzata
- 1º Battaglione fucilieri
- 2º Battaglione fucilieri
- Battaglione corazzato
- Battaglione sistemi senza pilota
- Gruppo d'artiglieria
  - Batteria acquisizione obiettivi
  - Battaglione artiglieria semovente
  - Battaglione artiglieria semovente
  - Battaglione artiglieria lanciarazzi
  - Battaglione artiglieria controcarri
- Battaglione artiglieria missilistica contraerei
- Battaglione genio
- Battaglione manutenzione
- Battaglione logistico
- Compagnia ricognizione
- Compagnia comunicazioni
- Compagnia guerra elettronica
- Compagnia difesa NBC
- Compagnia medica

## Comandanti
- Colonnello Serhij Osoblyvec' (febbraio 2024 - maggio 2025)[10]
- Colonnello Vitalij Omel'čenko (maggio 2025 - in carica)[11]